# 中岡崎站
中岡崎站（日语：／ Naka-okazaki eki */?）是位於愛知縣岡崎市中岡崎町，愛知環狀鐵道的愛知環狀鐵道線車站。
名鐵名古屋本線岡崎公園前站共同設有東出口的迴旋路。而兩站之間沒有轉乘通道，需要經過站外通道轉乘。

## 歷史
- 1976年（昭和51年）4月26日 - 日本國有鐵道（國鐵）岡多線岡崎至新豐田之間開通，此站啟用。當時只有1面1線的單式月台。
- 1987年（昭和62年）4月1日：伴隨國鐵分割民營化，車站由東海旅客鐵道（JR東海）營運。
- 1988年（昭和63年）1月31日 - 愛知環狀鐵道開業。路線由愛知環狀鐵道繼承。
  - 同時，岡崎站至此站之間增設六名站，新豐田至高藏寺之間同日開通。
- 2001年（平成13年）12月23日 - 中岡崎至北岡崎之間成為雙線鐵路[1][2]。
- 2009年（平成21年）1月5日 - 櫃臺營業時間延長，成為整日有人車站[1][3]。
- 2009年（平成21年）3月23日 - 設置自動閘機（日语：自動改札機）[1][4]。
- 2019年（平成31年）3月2日 - 此站開始可以使用IC卡「TOICA」[5]。

## 車站構造
車站是一座高架車站，設有2面2線相對式月台。從前此站早上和深夜無人當值，當時需要使用專用出入口進出車站。後來在2009年1月5日成為整日有人車站。

### 月台
| 月台 | 路線            | 上下行 | 方向                 |
| ---- | --------------- | ------ | -------------------- |
| 1    | ■愛知環狀鐵道線 | 上行   | 岡崎方向             |
| 2    | ■愛知環狀鐵道線 | 下行   | 三河豐田、高蔵寺方向 |

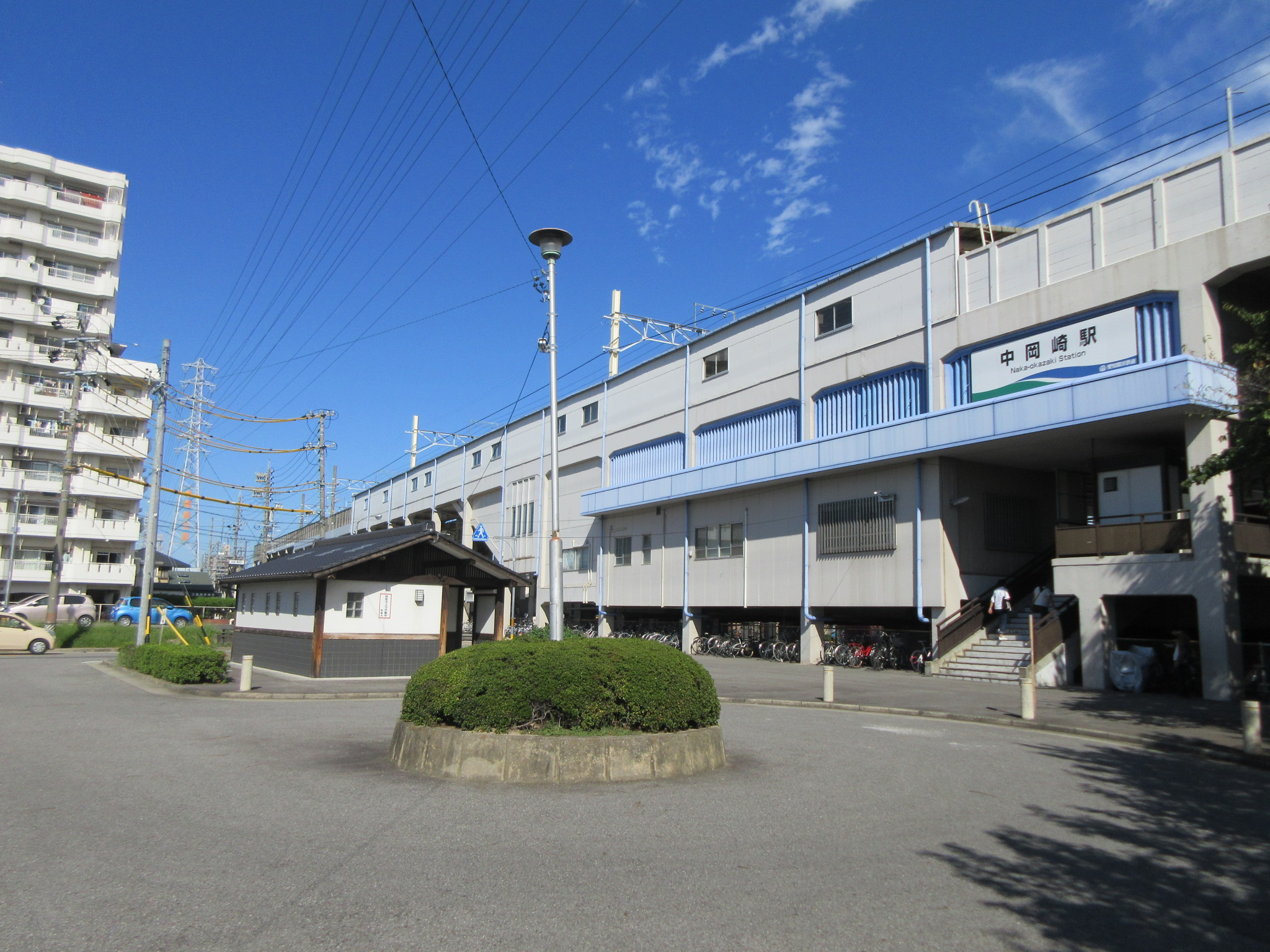
西出口
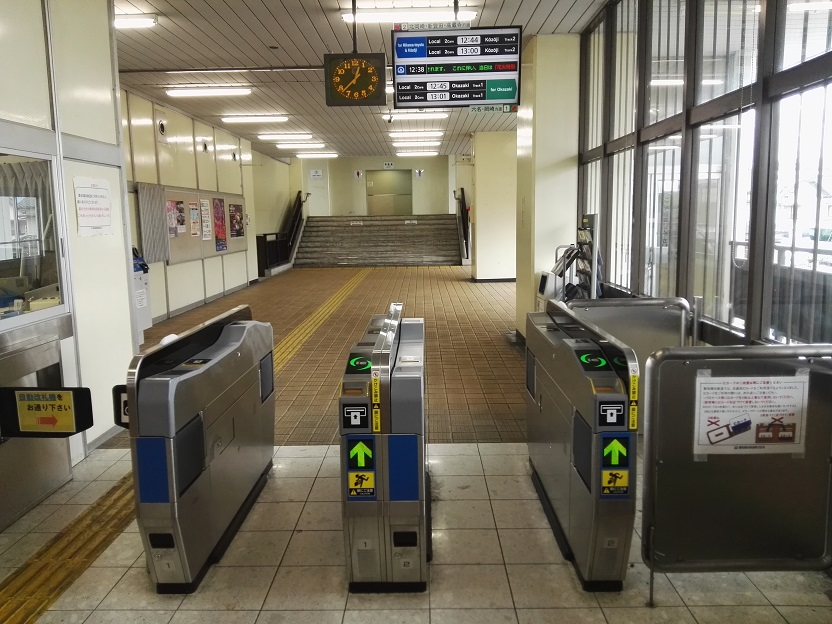
自動閘機
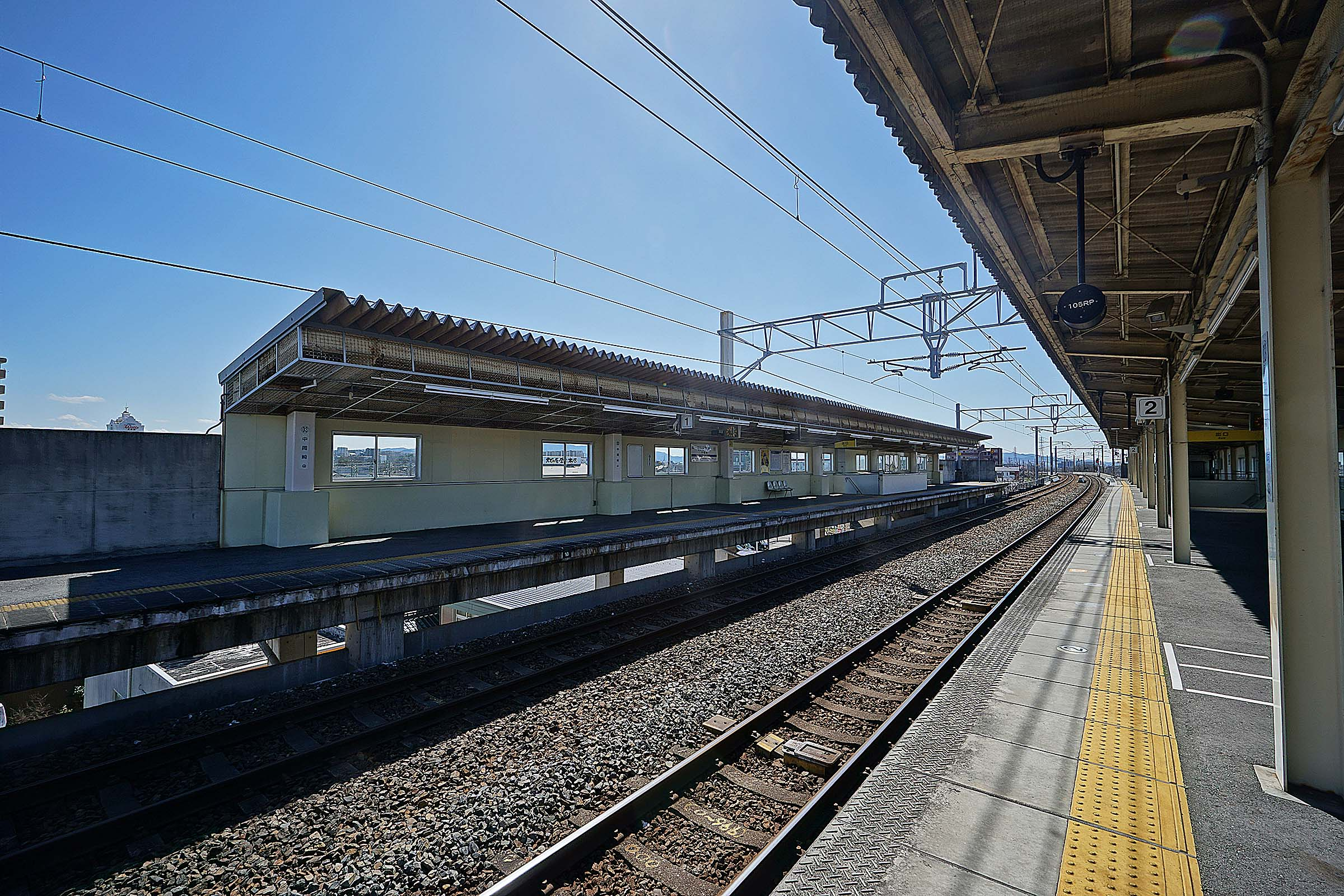
月台
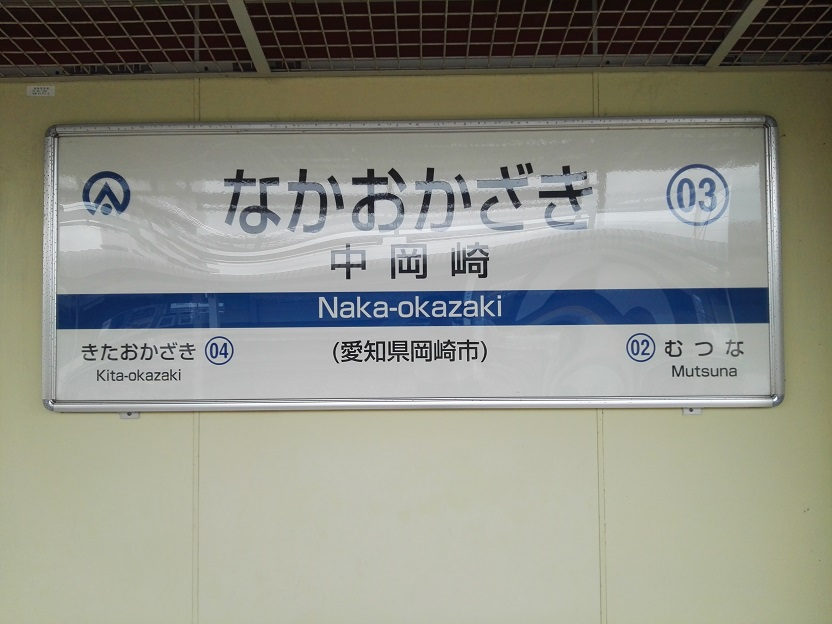
站名牌

## 使用狀況
根據「愛知縣統計年鑑」、「岡崎市統計書」和「移動等圓滑化取組報告書」，以下為1日平均使用人次列表。關於此站的乘車人次，正在每年增加。2005年度的使用人次比前後年度特別高，這可能是由於當年舉行了愛知萬博而有所影響。
| 年度   | 1日平均 上下車人次 | 1日平均 乘車人次 |
| ------ | ------------------ | ---------------- |
| 2004年 |                    | 733              |
| 2005年 |                    | 1,187            |
| 2006年 |                    | 955              |
| 2007年 |                    | 1,146            |
| 2008年 |                    | 1,237            |
| 2009年 |                    | 1,240            |
| 2010年 |                    | 1,267            |
| 2011年 |                    | 1,410            |
| 2012年 |                    | 1,470            |
| 2013年 |                    | 1,540            |
| 2014年 |                    | 1,532            |
| 2015年 | 3,345              | 1,672            |
| 2016年 | 3,569              | 1,784            |
| 2017年 | 3,830              | 1,915            |
| 2018年 | 4,068              | 2,034            |
| 2019年 | 4,159              |                  |
| 2020年 | 3,078              |                  |

## 車站周邊
車站位於岡崎市中心西端的住宅區。
- Kakukyu
- 丸屋八丁味噌
- 矢作川
- 岡崎公園（日语：岡崎公園 (岡崎市)）、岡崎城
- 大正庵釜春
- 岡崎Ohwa酒店
- 中岡崎齒科
- 宇野醫院
- 國道1號（龍城通）
- 國道248號（日语：国道248号）
- 閃耀通（日语：きらり通り）
- 松葉通（日语：松葉通り (岡崎市)）
- 八帖往還通
- 八丁藏通

## 相鄰車站
愛知環狀鐵道
愛知環狀鐵道線
六名（02）－中岡崎（03）－北岡崎（04）

## 注腳
1. 1 2 3  《愛知環状鉄道の30年》年表，愛知環狀鐵道株式會社，2019年
2. ↑  プレスリリース 平成13年12月ダイヤ改正について（日語）　愛知環狀鐵道（Wayback machine存檔）
3. ↑  営業時間の変更について（日語）　愛知環狀鐵道（Wayback machine存檔）
4. ↑  自動改札機の設置について（日語）　愛知環狀鐵道（Wayback machine存檔）
5. ↑   (PDF) (新闻稿). 愛知環状鉄道. 2018-12-12  [2020-11-08]. （原始内容 (PDF)存档于2019-06-02） （日语）.
6. ↑  岡崎市統計書 （页面存档备份，存于）（日語） - 岡崎市
7. ↑  移動等円滑化取組計画書・報告書 （页面存档备份，存于）（日語） - 愛知環狀鐵道
8. ↑  愛知県統計年鑑 （页面存档备份，存于）（日語） - 愛知縣

## 外部連結
- 中岡崎站資訊 （页面存档备份，存于）（日語） - 愛知環狀鐵道